# Abbaye de Reigny
L'abbaye de Reigny est une ancienne abbaye cistercienne située dans un domaine de 14 hectares au bord de la Cure, entre Vermenton et Lucy-sur-Cure dans l'Yonne, en France. Reigniacum est un ancien site gallo-romain sur lequel fut édifiée l'abbaye.

## Histoire

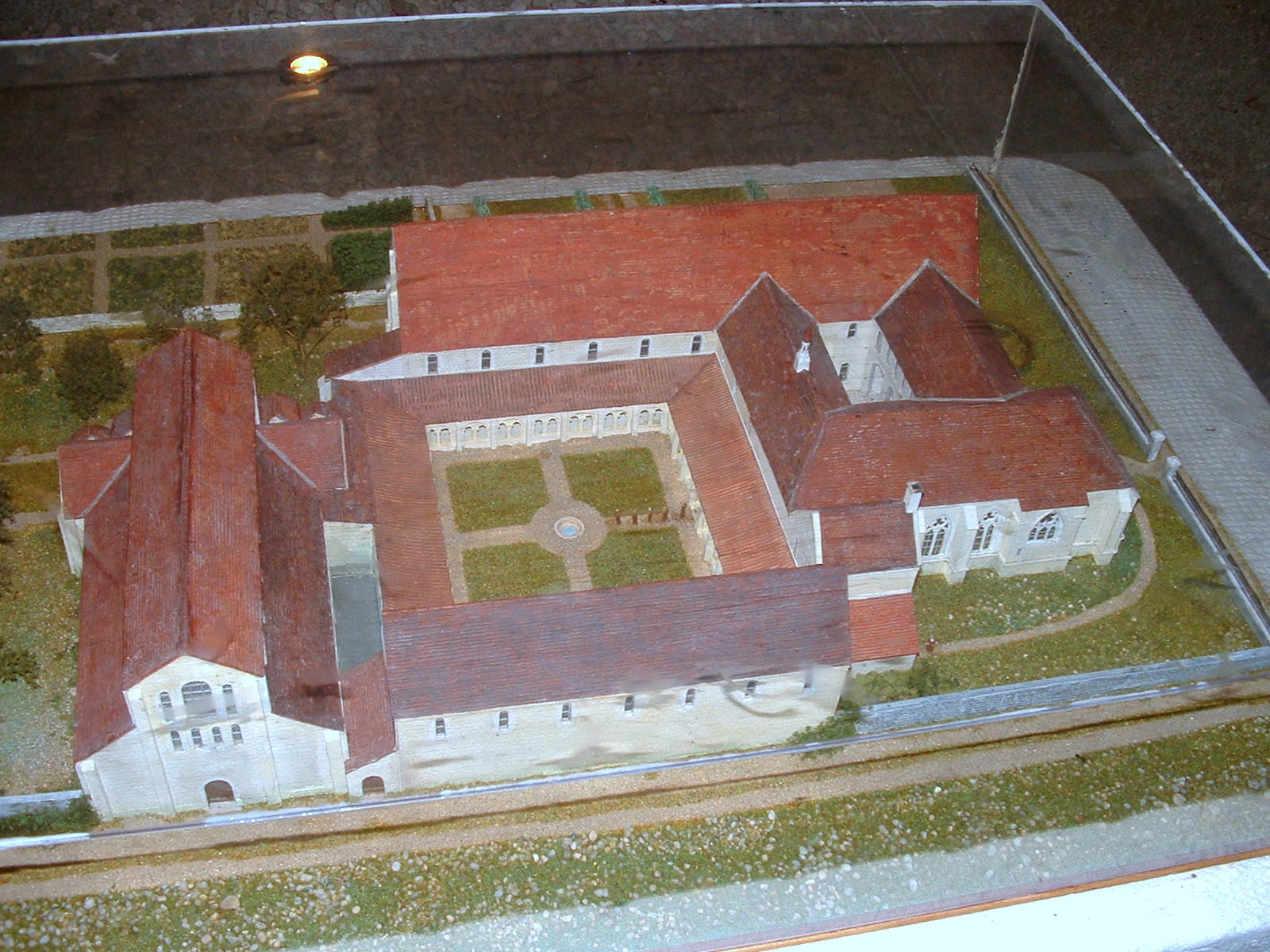
Maquette de l'abbaye de Reigny.

L'histoire commence en 1104, lorsque deux ermites, Girard et Guérin, s'isolent en un lieu-dit « la Terre de saint Pierre » à proximité de Joux, que leur donnent les sires Anséric d'Avallon et Guy de Noyers. Peu de temps après, ils reçoivent des mêmes seigneurs un bois situé à peu de distance que l'on nomme Fons Humidus, ou encore Fontesmes ou Fontemoy. Ces donations seront confirmées en 1105 par le duc Hugues II de Bourgogne (1085-1143).
Par son exemplarité, la communauté attire de nombreux adeptes et ils construisent un petit monastère. Avec leur chef spirituel Julien, qu'ils ont élu comme abbé, ils rejoignent l'ordre cistercien en 1127.
La tradition veut que Julien meurt en 1128, et que c'est après cet événement que saint Bernard dépêcha un de ses moines, Étienne de Torcy, pour maintenir la petite communauté. Les frères le prendront pour abbé, et il décide de l'implantation de la nouvelle abbaye à Rigny, sur les bords de la Cure.
L'abbaye de Reigny fut fondée à Vermenton le 30 novembre 1134 sous l'autorité de saint Bernard, par l'abbé Étienne de Toucy, moine de Clairvaux, et un groupe de douze moines de Fontemoy au diocèse d'Autun, qui venaient d'embrasser la règle de l'ordre cistercien. Elle était située dans les terres des comtes d'Auxerre et de Nevers et dépendait du diocèse d'Auxerre. Le premier dimanche de décembre 1134, Étienne de Toucy fit procéder à la translation des corps des deux ermites fondateurs de la communauté de Fontemoy qu'il place dans un même tombeau dans la salle capitulaire de l'abbaye.
Bénéficiant de la protection du pape Eugène III en 1147, elle a connu un développement important au Moyen Âge, comptant jusqu'à trois cents moines. Ceux-ci vont gérer un vaste domaine agricole s’étendant des terres et bois de Puisaye jusqu’aux vignes du Tonnerrois. Ils dirigent dix granges qui concentrent toutes les productions environnantes, et des celliers ou des moulins. Les donations de la noblesse locale sont très nombreuses ; parmi eux : les seigneurs d'Arcy, d'Avallon, de Châtel-Censoir, de Chastellux, de Montréal, de Noyers et de Toucy, comme le comte d'Auxerre et le duc de Bourgogne.
Le domaine doit fournir la nourriture des moines, grâce aux céréales, poissons et vins. Le reste des productions est soit transformé dans la tuilerie, la tannerie ou la forge de l’abbaye, soit commercialisé sur les marchés locaux pour le surplus de céréales ou sur les foires de Champagne et de Paris, pour le vin et le bois.
En 1295, Eudes Besors de Villarnoult, moins bien disposé que ses ancêtres envers les moines, leur intente un procès que ceux-ci gagnèrent par la sentence du bailli d'Auxerre, Pierre d'Ostun.
L'abbaye passe sous la protection du roi de France Charles V dès 1370. En 1493, Charles VIII la transforme en fondation royale.

## Architecture

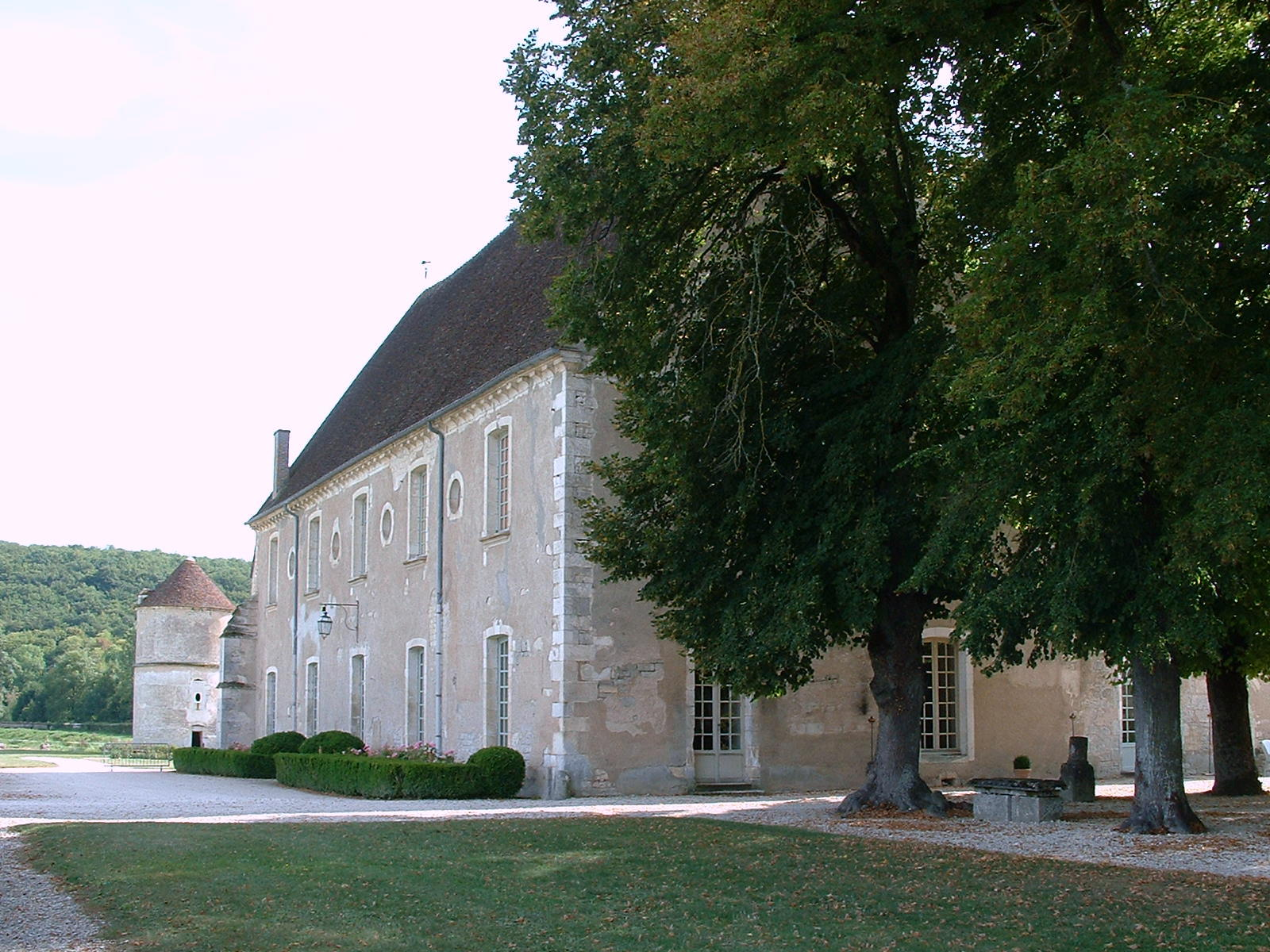
Le réfectoire et le dortoir des moines.

### L'église abbatiale
Dans l'église abbatiale construite vers 1162, les moines fondent un autel en reconnaissance des bienfaits du seigneur Guy Ier Besors, sire de Villarnoult, où l'on célébrait chaque semaine une messe à son intention et à perpétuité,. C'est dans cet édifice qu'au pied du maître autel reposait depuis 1237 Guy II Besors, seigneur de Villarnoult.
Cette première église est détruite par les Huguenots en 1587, il n'en subsiste que les fondations. Elle était orientée est-ouest et on accédait au cloître qui se trouvait au sud.
Une seconde église est bâtie de 1759 à 1765 par Claude-Louis d'Aviler, architecte à Paris, et Pochet, entrepreneur à Auxerre, puis par l'architecte Claude Nicolas Ledoux à la mort de Daviler en 1764. Elle sera détruite à la Révolution.

### Le réfectoire
L'exceptionnel réfectoire cistercien du XIVe siècle, avec son élégante nef à double travée qui a conservé sa polychromie d’époque, est l'un des trois de ce type subsistant en France.

### Le cloître
Le cloître sera détruit, lui aussi, à la fin du XVIIIe siècle.

### Le dortoir
La salle et le dortoir des moines, dont on visite l’enfilade des salons et la salle à manger qui ont été transformés au XVIIIe siècle, sont magnifiquement meublés.

### Le colombier
Le colombier, imposant par sa taille, date du XVIIe siècle. Il compte trois mille cinq cents boulins en terre cuite et deux échelles pivotantes.

## Liste des abbés
Abbés réguliers
- 1128 : Étienne de Toucy, premier abbé envoyé par Bernard de Clairvaux. Il était le fils de Narjot Ier, seigneur de Toucy. Il meurt le 26 mai 1162.
- 1162 et 1167 : Ascelin[8]
- 1364 : Jean III de Mailly[9]. En 136, il revend le bois de Chazan et celui de Vau-Marin pour faire réparer sa maison et payer sa rançon aux Anglais[10].
- dernier quart du XVe : Claude de Dinteville. Il devient ensuite abbé de la Ferté-sur-Grosne[11].

Abbés commendataires
- vers 1670 : Basile Fouquet (1622-1680), il s'y retire en 1678 et y meurt en janvier 1680.
- vers 1769-1772 : Jean-Marie Du Chastel (1719-1799).

## Armoiries
- « De sable à un pale d'argent chargé d'un cœur de sinople », surmonté de la crosse de l'abbé.

## Filiation et dépendances
Reigny est fille de l'abbaye de Clairvaux.
- 1127 : Joubert Chapel, ou Chapeau, noble auxerrois, vend aux moines les biens qu'il possède à Reigny pour la somme de 60 livres.
- 1177 : l'abbaye reçoit de Guy Ier Besors, seigneur de Villarnoult, des terres lui appartenant à Quarré-les-Tombes, donation ratifiée la même année par les barons de Lormes et de Chastellux, dont elles mouvaient en fief[12],[13]. Trinquelin : Triclinum sur la rivière du même nom et Vau-Marin, Vallis Marini, formaient une terre en toute justice appartenant à l'abbaye. Le monastère la tenait de la pieuse libéralité des seigneurs du voisinage.
- 1186 : Régnier de Chastellux, du consentement de sa femme Agnès, donna la moitié du Bois de Chazan, celui de Vau-Marin que l'abbé Jean III revendit en 1364, pour réparer sa maison et payer sa rançon aux Anglais[9]. Les moines reconnaissant de ce bienfait offrirent à Régnier deux cents agneaux, un palefroi et dix sous de rente, sa vie durant.
- 1190 : donations de la part de la Maison de Quarré ; Arlérius, André et Jean de Quarré, de Quarreiâ léguent à l'abbaye à cette date la moitié du Bois de Chazan à Trinquelin, divers droits d'usage et pacage, alors qu'ils décident de se croiser à Vézelay la même année, répondant à l'appel du roi de France Philippe-Auguste. L'autre partie de ce bois étant déjà leur propriété[14].
- 1295 : avant cette date, terres à Saint-Léger-de-Fourcheret ;
- Fief de Sommant.

| Granges                             | Celliers    | Moulins | Maisons de ville |
| ----------------------------------- | ----------- | ------- | ---------------- |
| Beauvoir ou Grange-Sèche en Puisaye | Chablis     | Arcy    | Auxerre          |
| Essert (Plateaux de Bourgogne)      | Clamecy     | Barjot  | Clamecy          |
| Fontemoy                            | Vaux        | L'Étang | Champlive        |
| Oudun                               | Vincelles   | Magny   | Paris            |
| Reigny                              | Vincelottes | Clamecy | Provins          |
| Charbonnières en (Terre-Plaine)     |             |         | Tonnerre         |
| Trinquelin (Morvan)                 |             |         | Vauvrette        |
| Chaux (Morvan)                      |             |         |                  |
| Serault (Morvan)                    |             |         |                  |

## Postérité
Les fondations des bâtiments démolis demeurent. Des fouilles ont permis de découvrir les fondations de l'église abbatiale donnant une idée de l'envergure initiale de l'abbaye.
L'ingénieux réseau hydraulique cistercien a été conservé intact.
L'abbaye fait l’objet d’un classement au titre des monuments historiques depuis le 18 mars 1920.
Les bâtiments et les terres associées appartiennent à un particulier. Depuis 2005, des travaux de restauration sont effectués. La remise en service du moulin hydraulique est prévue.

## Galerie

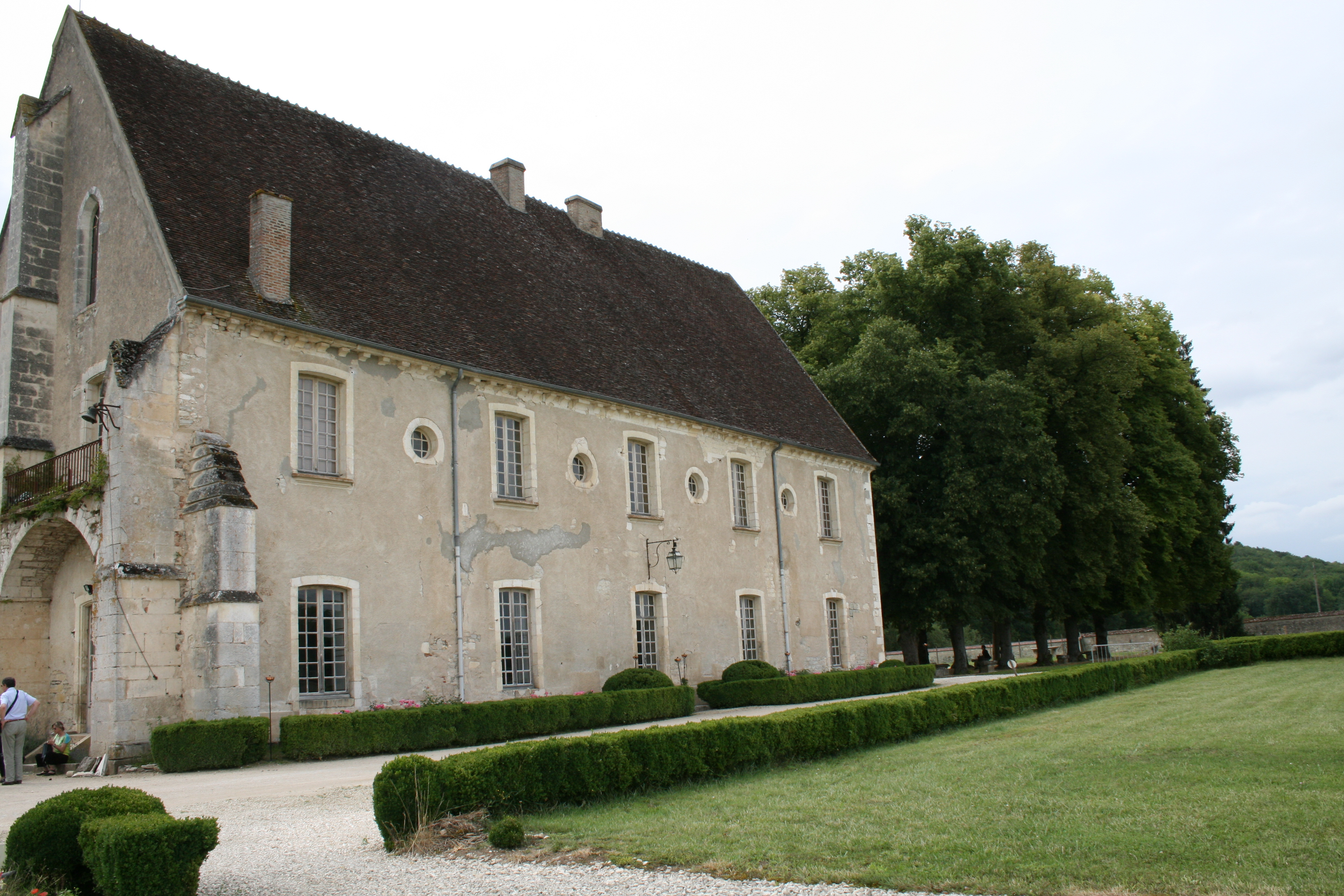
Les bâtiments conventuels.
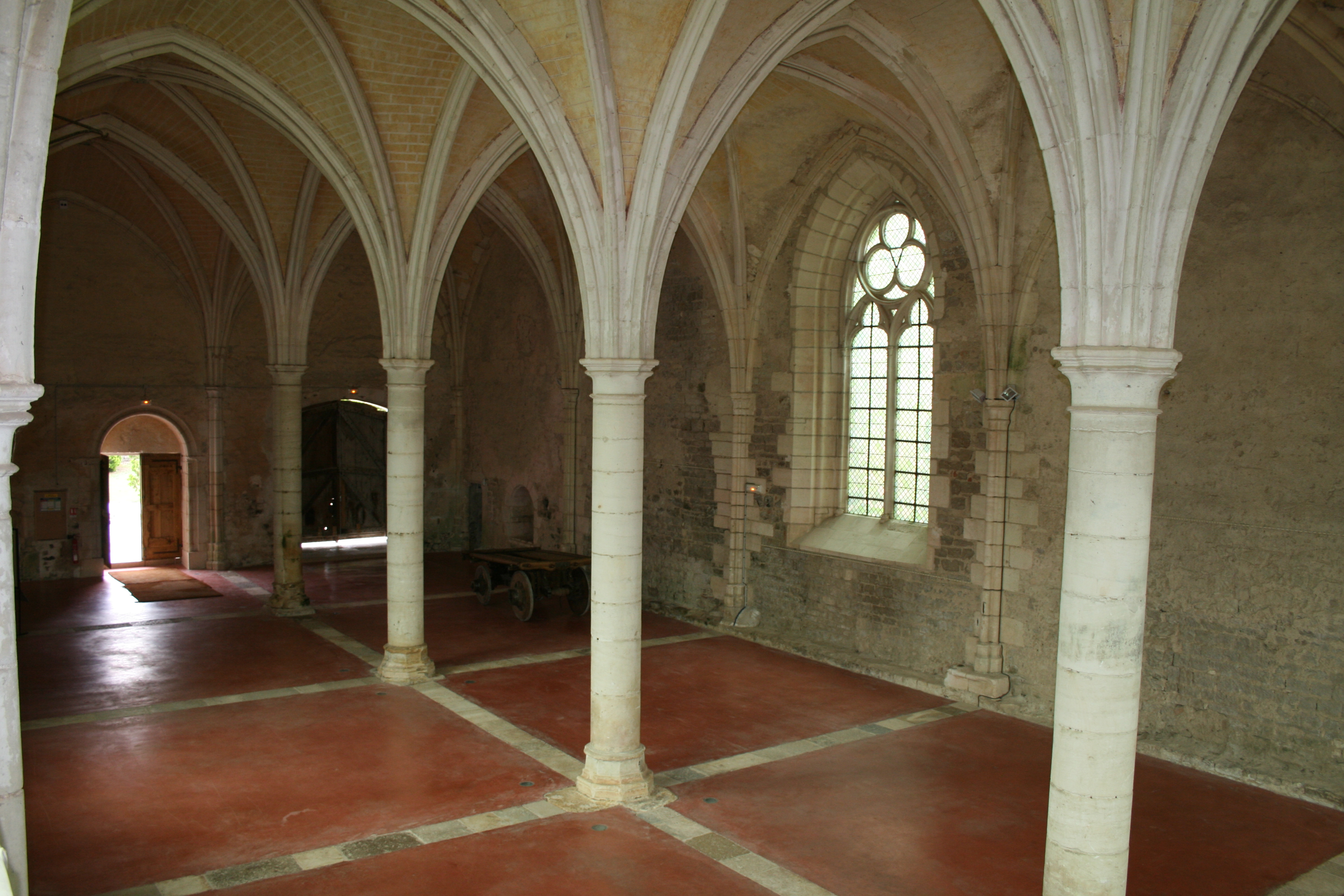
Le réfectoire.
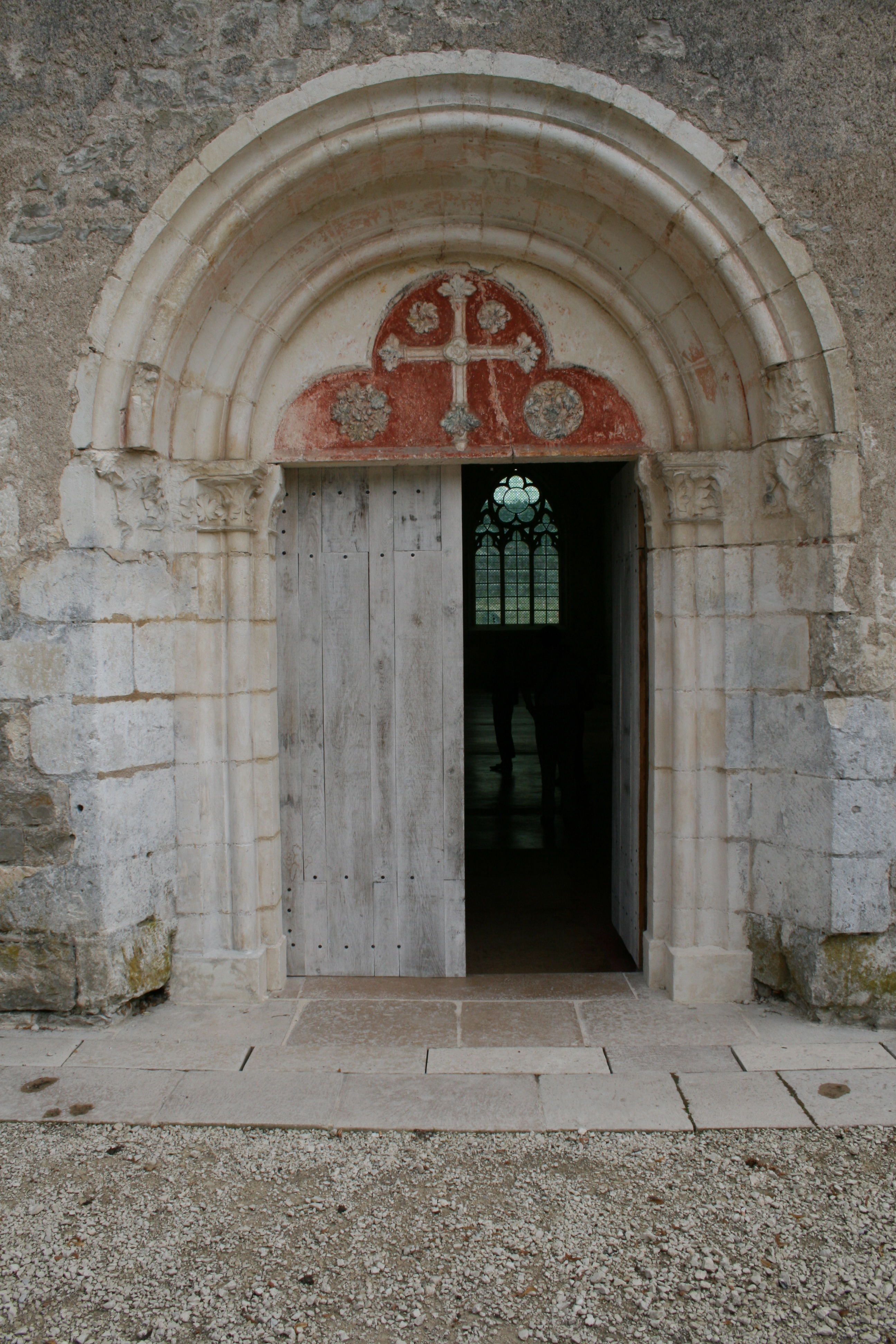
La porte du réfectoire.
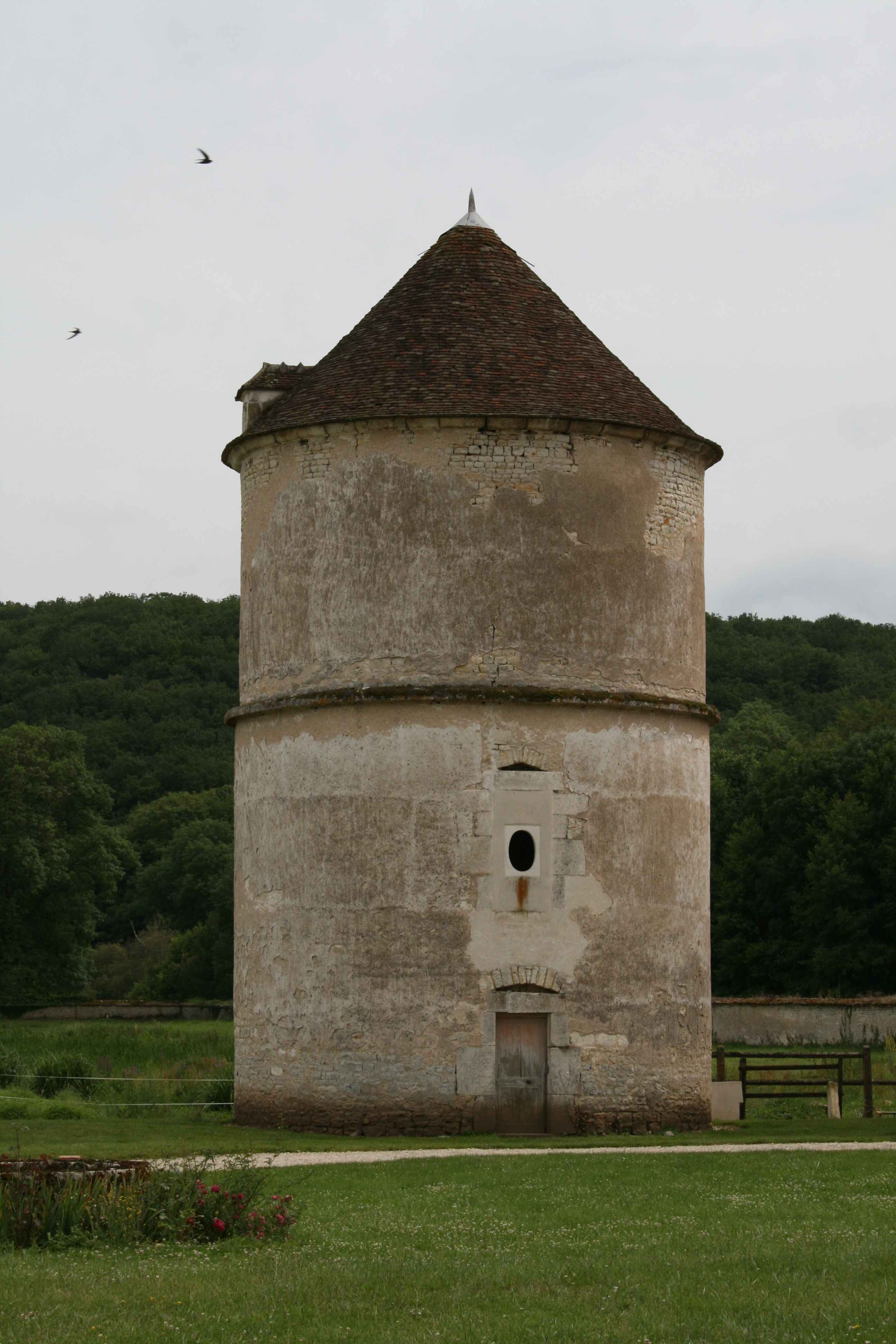
Le colombier.